# De kleine reliekdrager
De kleine reliekdrager is een marmeren beeld van de Belgische beeldhouwer George Minne, vermoedelijk uit 1897. Het beeld, dat zich onder inventarisnummer 2049 in de collectie van het Koninklijk Museum voor Schone Kunsten Antwerpen bevindt, meet 68 x 16 x 26 cm en weegt 26 kg.

## Context
De tekeningen en beeldhouwwerken van George Minne kenmerken zich voor het directe en sprekende gebaar. Dat was reeds in 1888 merkbaar in De Treurende moeder met twee kinderen (brons, Museum Boijmans Van Beuningen, Rotterdam). Zijn eerste knielende figuren dateren uit 1889. Het gaat om Geknielde man en vrouw (graniet, Museum voor Schone Kunsten, Gent) en Johannes de Doper (1895, arduin, Museum voor Schone Kunsten, Gent). De kleine reliekdrager sluit aan bij De kleine geknielde die de kunstenaar het jaar voordien maakte (1896, marmer, Museum voor Schone Kunsten, Gent). De kleine geknielde is een beeld van een angstige naakte jongen met gebogen hoofd en om zich heen geslagen armen. Dat type zou Minne meermaals hergebruiken, onder andere in De grote reliekdrager uit 1929 (brons, Museum voor Schone Kunsten, Gent). Daarin zijn de hardheid, het sterk lineaire karakter en de gevoelens van angst en isolement, die zo kenmerkend zijn voor de vroegere werken, echter verdwenen.
George Minne is niet de geestelijke vader van het motief van de figuren die op hun schouders een last dragen. Het vroegste werk in deze stijl is van Auguste Rodin (1881, De gevallen kariatide, brons, Koninklijk Museum voor Schone Kunsten Antwerpen, inv. nr. 1968). Vernieuwend is wel de wijze waarop de kunstenaar het motief hier uitwerkte. Hij creëerde namelijk een gesloten, in zichzelf gekeerde figuur. De sfeer die het uitstraalt is er een van onrust en angst, aansluitend bij de pessimistische sfeer aan het fin-de-siècle. "Minne incarneerde gevoelens van onzekerheid en angst in droomfiguren", schreef Emile Verhaeren, "in primitieve wezens of figuren die ergens, buiten onze werkelijkheid geboren worden." Deze uitwerking leidde in 1898 met De fontein der geknielden (gipsmodel, Museum voor Schone Kunsten, Gent; marmeren versie, Folkwang Museum, Essen) tot een - in de woorden van voormalig KMSKA-hoofdconservator Dorine Cardyn-Oomen - “hoogtepunt van de symbolische beeldhouwkunst”. Minne herhaalde er het motief van de onzekere, zichzelf beschermende jongen vijf keer op identieke wijze. Ook andere kunstenaars gingen aan het einde van de negentiende eeuw aan de slag met het type van de kwetsbare, onvolgroeide jongen als symbool van onzekerheid. Het type is te vinden in het oeuvre van schilder Ferdinand Hodler, schilder Oskar Kokoscha (1907, uitgemergelde kinderfiguren) en beeldhouwer Wilhelm Lehmbruck (uitgelengde figuren).

## Beschrijving
In De kleine reliekdrager buigt een tengere, geknielde, naakte jongen het hoofd. Hij ondersteunt met zijn handen een op zijn linkerschouder rustend reliek. D. Cardyn-Oomen schreef dat “de ascetische, sterk gestileerde lichaamsvormen de houding van onzekerheid en in zichzelf gekeerdheid accenturen.” Ze schreef ook dat “het sterk lineaire karakter, de opbouw met strakke vlakken, hoekige lijnen en herhaalde parallelle bewegingen bepalend zijn, en de houding en gebaar onderlijnen.”

## Materiële aspecten

### Afmetingen
- 68 × 29,5 × 38 cm, 26 kg (Volledig)

### Signaturen
- G. Minne
  - Plaats: voetstuk, zijkant, rechts onder
  - Type: handschrift
  - Lettertype: onderkast met beginkapitaal
  - Auteur: George Minne

## Provenance
Het KMSKA kon het werk dankzij de bemiddeling van Galerie Georges Giroux te Parijs aankopen van ene De Blieck.

## Referentielijst
1. 1 2 3  Dorine Cardyn-Oomen, in Het Museumboek. Hoogtepunten uit de verzameling, 2003, p. 186.
2. 1 2 3  Dorine Cardyn-Oomen, in Moderne Meesters in het Koninklijk Museum, 1992, nr. 33.
3. ↑  De kleine reliekdrager - KMSKA. www.kmska.be. Gearchiveerd op 30 augustus 2018. Geraadpleegd op 30 augustus 2018.